# Эванстон (Вайоминг)
Э́ванстон (англ. Evanston) — город в штате Вайоминг, США, с населением в 11 507 человек по данным переписи 2000 года. Административный центр округа Юинта.

## История
Эванстон был основан в период строительства Первой трансконтинентальной железной дороги США и получил своё название в честь инспектора компании Union Pacific Railroad Джеймса Э. Эванса. Железнодорожная ветка дотянулась до пригорода в ноябре 1868 года, а несколько дней спустя местный предприниматель Харви Бут открыл уличный салон-ресторан рядом с местом, ныне называемым Фронт-Стрит. В декабре железная дорога пришла в сам город и уже 16 декабря жители встречали первый поезд. Позднее в черте Эванстона были построены депо и механическая мастерская, благодаря которым город не разделил участи множества подобных населённых пунктов территории, строившихся на время прокладки трансконтинентальной железной дороги и исчезавших затем в течение несколько лет после её прокладки.
Аналогично другим городам вдоль строящихся путей железнодорожных магистралей, на первых порах китайские рабочие занимали существенную долю в населении Эванстона, жившие в основном на северной стороне ветки в микрорайоне «Чайнатаун». Со временем китайское население шло на убыль и полностью исчезло к 1930 году.

## География и климат
По данным Бюро переписи населения США, город Эванстон имеет общую площадь в 26,68 квадратных километров, водных ресурсов в черте населённого пункта не имеется.
Эванстон расположен на высоте 2057 метров над уровнем моря. Климат континентальный, полузасушливый (префикс «BSk» по Классификации климатов Кёппена).
| Показатель                    | Янв.  | Фев.  | Март | Апр. | Май  | Июнь | Июль | Авг. | Сен. | Окт. | Нояб. | Дек.  | Год   |
| ----------------------------- | ----- | ----- | ---- | ---- | ---- | ---- | ---- | ---- | ---- | ---- | ----- | ----- | ----- |
| Средний суточный максимум, °C | −1,7  | 1,1   | 5,6  | 11,1 | 16,1 | 22,2 | 26,1 | 25,6 | 20   | 13,9 | 4,4   | 0     | 12,2  |
| Средняя температура, °C       | −7,2  | −5    | −0,6 | 3,9  | 8,9  | 13,3 | 16,7 | 16,1 | 11,7 | 5,6  | −1,7  | −6,1  | 4,4   |
| Средний суточный минимум, °C  | −12,2 | −11,1 | −7,2 | −3,3 | 0,6  | 4,4  | 7,8  | 7,2  | 2,8  | −2,2 | −7,8  | −12,2 | −2,2  |
| Норма осадков, мм             | 17,3  | 15,7  | 22,6 | 28,7 | 37,3 | 24,4 | 23,1 | 23,9 | 32,3 | 29,2 | 21,3  | 17    | 292,9 |
| Источник: Weather Channel     |       |       |      |      |      |      |      |      |      |      |       |       |       |

## Демография
| Год переписи | Нас.  |  | %±      |
| ------------ | ----- |  | ------- |
| 1870         | 77    |  | —       |
| 1880         | 1277  |  | 1558,4% |
| 1890         | 1995  |  | 56,2%   |
| 1900         | 2110  |  | 5,8%    |
| 1910         | 2583  |  | 22,4%   |
| 1920         | 3479  |  | 34,7%   |
| 1930         | 3075  |  | −11,6%  |
| 1940         | 3605  |  | 17,2%   |
| 1950         | 3863  |  | 7,2%    |
| 1960         | 4901  |  | 26,9%   |
| 1970         | 4462  |  | −9%     |
| 1980         | 6265  |  | 40,4%   |
| 1990         | 10903 |  | 74%     |
| 2000         | 11507 |  | 5,5%    |
| 1870–2000    |       |  |         |

По данным переписи населения 2000 года, в Эванстоне проживало 11 507 человек, 2937 семей, насчитывалось 4058 домашних хозяйств и 4665 жилых домов. Средняя плотность населения составляла около 434 человек на один квадратный километр. Расовый состав Эванстона по данным переписи распределился следующим образом: 92,29 % — белых, 0,16 % — афроамериканцев, 1,06 % — коренных американцев, 0,40 % — азиатов, 0,08 % — выходцев с тихоокеанских островов, 1,87 % — представителей смешанных рас, 4,15 % — других народностей. Испаноговорящие составили 7,29 % от всех жителей города.

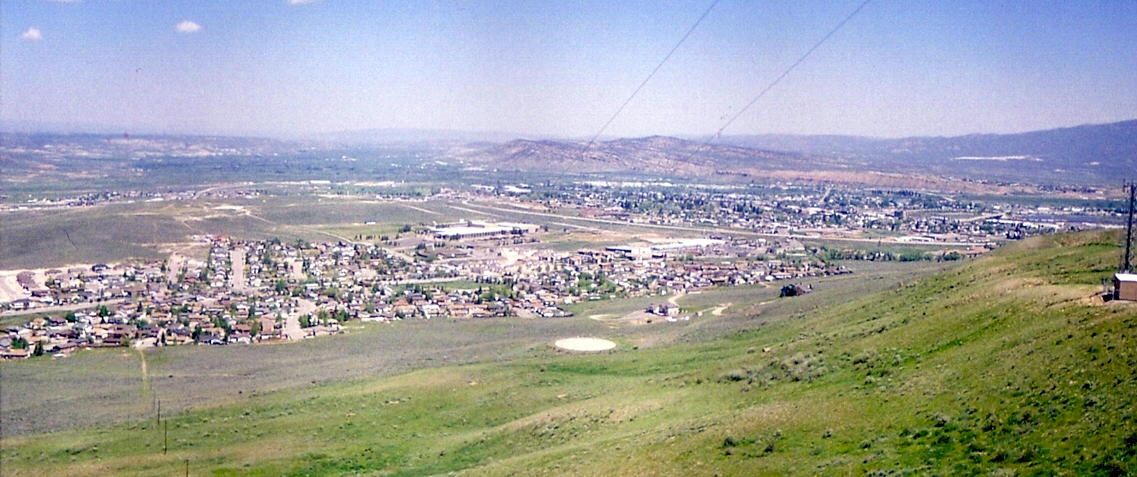
Вид на южную часть города с Барн-Хилл

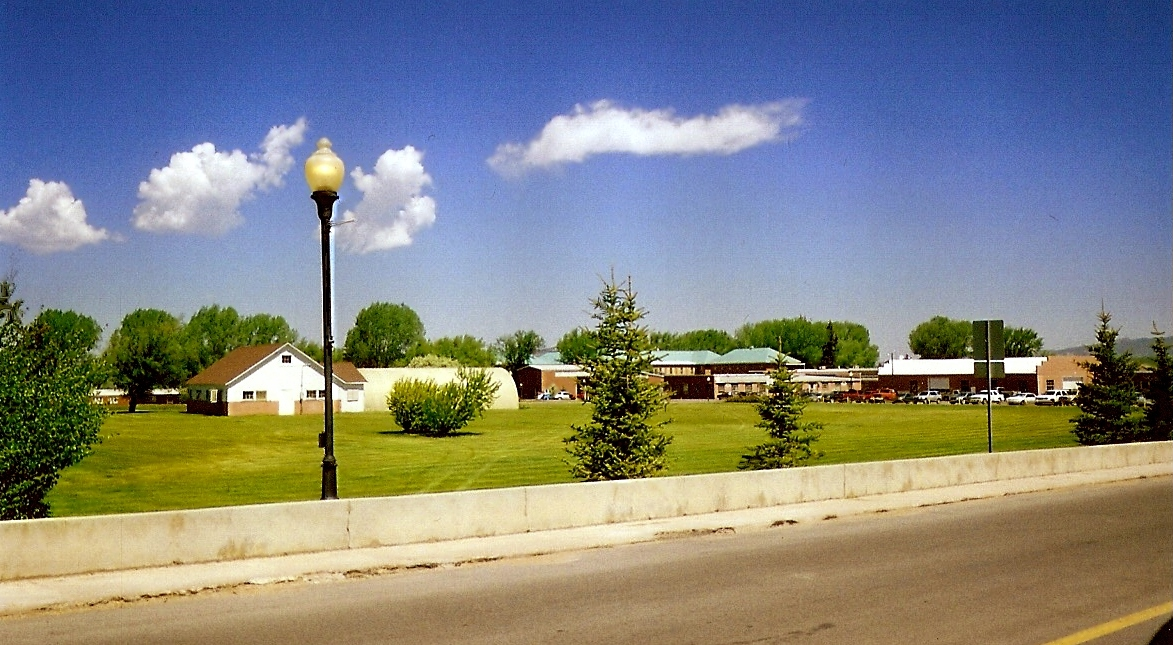
Государственная больница в Эванстоне

Из 4058 домашних хозяйств в 44,8 % — воспитывали детей в возрасте до 18 лет, 56,3 % представляли собой совместно проживающие супружеские пары, в 11,7 % семей женщины проживали без мужей, 27,6 % не имели семей. 23,4 % от общего числа семей на момент переписи жили самостоятельно, при этом 6,0 % составили одинокие пожилые люди в возрасте 65 лет и старше. Средний размер домашнего хозяйства составил 2,77 человек, а средний размер семьи — 3,30 человек.
Население города по возрастному диапазону по данным переписи 2000 года распределилось следующим образом: 33,4 % — жители младше 18 лет, 9,4 % — между 18 и 24 годами, 30,1 % — от 25 до 44 лет, 20,0 % — от 45 до 64 лет и 7,2 % — в возрасте 65 лет и старше. Средний возраст жителей составил 31 год. На каждые 100 женщин в Эванстон приходилось 101,2 мужчин, при этом на каждые сто женщин 18 лет и старше приходилось 97,4 мужчин также старше 18 лет.
Средний доход на одно домашнее хозяйство в городе составил 42 019 долларов США, а средний доход на одну семью — 47 220 долларов. При этом мужчины имели средний доход в 35 843 доллара США в год против 21 710 долларов среднегодового дохода у женщин. Доход на душу населения в городе составил 16 725 долларов в год. 9,1 % от всего числа семей в округе и 11,7 % от всей численности населения находилось на момент переписи населения за чертой бедности, при этом 14,5 % из них были моложе 18 лет и 5,4 % — в возрасте 65 лет и старше.